# 대전만년고등학교
대전만년고등학교(大田萬年高等學校)는 대한민국 대전광역시 서구 만년동에 있는 공립 고등학교이다.

## 학교 연혁
- 1998년 2월 19일 : 대전만년고등학교 설립인가
- 1998년 3월 5일 : 대전만년고등학교 개교식(501명)
- 2001년 2월 1일 : 제1회 졸업(499명)
- 2023년 1월 27일 : 제23회 졸업(250명) (졸업생 총계 8,600명)
- 2024년 3월 4일 : 제27회 입학식 (남 89명, 여 138명 계 227명)
- 2024년 9월 1일 : 제17대 이상호 교장 부임

## 참고 자료
- 대전만년고등학교 - 한국교육학술정보원 학교알리미